# Jeff Douglas
Jeffrey Lloyd Douglas (ur. 8 czerwca 1971 w Truro w Nowej Szkocji) – kanadyjski aktor. Znany jest między innymi z roli profesora Noela Zacharego w serialu Dziwne przypadki w Blake Holsey High. W 1993 ukończył Dalhousie University.

## Wybrana filmografia

### Filmy fabularne
- 1998: Skandalistka Jacqueline Susann (Scandalous Me: The Jacqueline Susann Story, TV) jako chłopak przy 27
- 2002: John Q jako komputerowy policjant

### Seriale TV
- 1998–2001: Sławny Jett Jackson jako Cubby
- 2000: Big Wolf on Campus jako Vince
- 2002–2006: Dziwne przypadki w Blake Holsey High jako profesor Noel Zachary
- 2003: Poszukiwani jako Kevin Schantz
- 2009: Detektyw Murdoch jako Reginald Poundsett
- 2010: Zagubiona tożsamość jako Silas
- 2014: Nowe gliny jako Ewan
- 2015: Szpital nadziei jako Brian McNaughton
- 2016: Królestwo Tamtych jako Oswald